# Maria Ítkina
Maria Ítkina   (Róslavl, 3 de maig de 1932 - Minsk, 1 de desembre de 2020) fou una atleta russa, especialista en curses de velocitat, que va competir sota bandera soviètica durant les dècades de 1950 i 1960.

## Trajectòria
Durant la seva carrera esportiva va prendre part en tres edicions dels Jocs Olímpics d'Estiu. El 1956, als Jocs de Melbourne, va disputar dues proves del programa d'atletisme. Fou quarta en la prova dels 4x100 metres relleus, mentre en els 200 metres quedà eliminada en semifinals. Quatre anys més tard, als Jocs de Roma, fou quarta en els 100, 200 i 4x100 metres relleus. La tercera i darrera participació en uns Jocs fou el 1964, a Tòquio, on fou cinquena en els 4x100 metres relleus.
En el seu palmarès destaquen quatre medalles d'or al Campionat d'Europa d'atletisme, dues el 1954, en els 200 i 4x100 metres, una el 1958, en els 400 metres i una altra el 1962, novament en els 400 metres. El 1958 també guanyà una medalla de plata en els 200 metres. A les Universíades de 1957 guanyà la cursa dels 200 metres. A nivell nacional guanyà 17 títols soviètics.
El juliol de 1956 va establir el rècord del món de les 220 iardes amb un temps de 23,6 segons, tot i que les seves proves preferides eren els 400 metres i 440 iardes, en les quals va establir quatre rècords mundials entre 1957 i 1962. El 1960 va córrer els 100 metres en 11,4 segons, un temps que es va mantenir entre les millors del món durant diverses dècades. El 1961 va igualar el rècord mundial dels 60 metres en pista coberta amb un temps de 7,3 segons, i el 1963 va formar part de l'equip de relleus soviètics de 800 metres que va establir un rècord mundial.

## Premis i reconeixements
Va rebre el reconeixement més important de l'esport soviètic "Mestre Honorífic dels Esports de la Unió Soviètica" (en rus: заслуженный мастер спорта СССР) i "Entrenadora Honorífica" de la República Socialista Soviètica de Belarús. El 1957 va rebre l'Orde de la Insígnia d'Honor i el 1960 la Medalla dels Treballadors Distingits.
L'any 2000 va ser guardonada amb l'Orde Olímpic i l'Ordre al Mèrit per la Pàtria de la Federació russa el 2006.
Des del 1991 formava part del Saló de la Fama de l'Esport Internacional Jueu.

## Millors marques
- 100 metres. 11,4" (1960)
- 200 metres. 23,4" (1956)
- 400 metres. 52,9" (1965)[7]